# Siège de Zara
Quatrième croisade
Batailles
- Zara
- Constantinople (1203) et (1204)

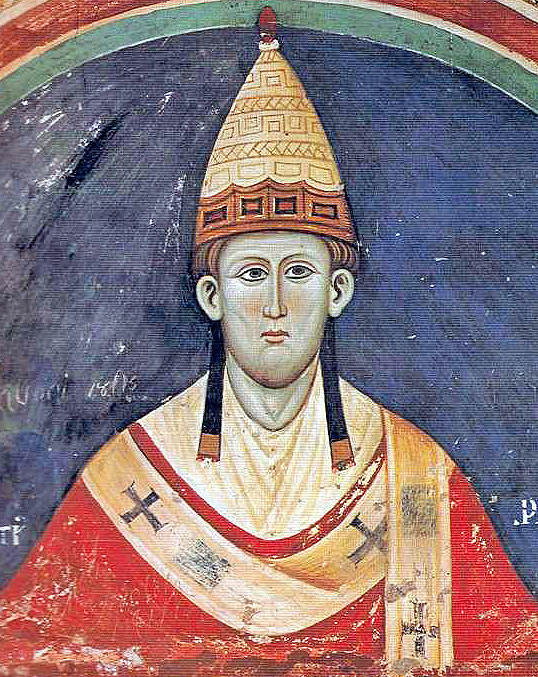
Le pape Innocent III.

Le siège de Zara, ou de Zadar, est la première action importante de la quatrième croisade. 
Les croisés n'ayant pu rassembler la somme prévue par leur accord avec Venise pour le transport par mer, le doge de Venise leur propose, en échange d'un report de leur dette, de capturer Zara, ville convoitée et appartenant à la Hongrie dont le roi, Imre, s'est pourtant croisé. Bien qu'une partie des croisés ait refusé de prendre part au siège, l'attaque de la ville commence le 10 novembre 1202 en dépit des lettres du pape Innocent III menaçant les croisés d'excommunication. La ville tombe le 24 novembre, saccagée par les Vénitiens et les croisés. Après avoir passé l'hiver sur place, la quatrième croisade poursuit sa campagne, la conduisant à Constantinople,.

## Contexte
Zara, aujourd'hui Zadar en Croatie, est entrée en rébellion contre la république de Venise en 1183 et s'est alors placée sous la double protection de la Papauté et d'Imre de Hongrie.
Peu après son élection, le pape Innocent III publie plusieurs encycliques visant à libérer la terre sainte des musulmans. Son plan diffère des deuxième et troisième croisade, infructueuses. Au lieu des nobles laïques qui ont mené les croisades précédentes, celle-ci serait, en théorie, totalement placée sous contrôle du pape. 
La croisade s'organise sous la direction de grands féodaux et non des monarques européens. Il est décidé d'attaquer l'Égypte afin de pouvoir faire pression sur le souverain musulman pour obtenir des progrès en Terre sainte.
Les croisés négocient un accord avec la république de Venise, la puissance maritime dominante de l'Europe à l'époque, impliquant la construction d'une flotte de navires de guerre et des transports. L'accord stipule que les Vénitiens devraient transporter 35 000 croisés en échange de 94 000 marcs d'argent, versés en plusieurs fois. Un concile tenu à Soissons en juin 1201, choisit Boniface de Montferrat pour diriger l'expédition.
L'accord entre les Vénitiens et les croisés fixe la date de l'arrivée à Venise avant la fin avril 1202, afin d'assurer un départ pour une traversée fin juin. Pour payer les sommes dues aux Vénitiens, les chefs de la croisade prévoient de demander aux croisés eux-mêmes le paiement de leur transport. Cependant, les premiers groupes croisés ne quittent pas la France avant avril et mai, d'autres avancent péniblement tout le long de l'été et quelques nobles français choisissent de partir de Marseille et d'autres ports. Par conséquent, après que les Vénitiens ont suspendu leur commerce et exploitation réguliers pour la construction et la formation d'équipage des navires, seulement environ 12 000 croisés arrivent à Venise et peuvent payer pour la traversée. Boniface et les nobles financent eux-mêmes le transport de nombreux croisés désargentés. Les croisés ne sont en mesure que de payer 51 000 marcs aux Vénitiens. En réponse, les Vénitiens indiquent qu'ils accepteraient l'invasion de Zara en échange du report du paiement ; pourtant le roi Imre s'était croisé (sans se joindre à la quatrième croisade) ce qui mettait en théorie ses domaines sous la protection du pape. Une partie de croisés refuse donc l'accord mais la majorité accepte, considérant cet épisode comme nécessaire à l'accomplissement d'un objectif plus grand : la prise de Jérusalem.

## Assaut
Une fois l'accord conclu, les croisés et les Vénitiens commencent l'embarquement des navires. Les croisés utilisent 50 transporteurs amphibies, 100 transporteurs de chevaux et de 60 navires de guerre conçus et construits pour eux par les Vénitiens. Les transporteurs mesurent 30 m de long, 9 m de large et 12 m de haut, pour un équipage de 100 personnes et une capacité de transport de 600 fantassins. Des transporteurs sont spécialement conçus pour la cavalerie, équipés d'une rampe rabattable en dessus de la ligne de flottaison permettant aux chevaliers, montés et armés, de charger directement sur le rivage. Chacun des navires de guerre de Venise était propulsé par 100 rameurs. Leur figure de proue, un bélier en métal, positionné juste au-dessus de la ligne de flottaison est leur arme principale[réf. nécessaire]. Plus de 300 engins de siège sont également construits.
La flotte vénitienne dirigée par le doge Enrico Dandolo quitte le port le 1er octobre vers l'Istrie et impose la suprématie de Venise sur Trieste, Muggia et Pula. La plupart des forces croisées quittent Venise le 8 octobre. Les deux armées font leur jonction près de Pula et naviguent ensemble vers Zadar. Le doge Dandolo a alors prévu de passer l'hiver à Zadar.
La flotte arrive le 8 novembre à Zadar. L'attaque de la ville comporte un débarquement amphibie suivi d'un bref siège. Des chaînes et des estacades, posées en travers de l'embouchure du port de Zadar en défense, sont enfoncées par les navires vénitiens, tandis que  sont débarqués troupes et matériel près de la ville. Les citoyens de Zadar accrochent des drapeaux avec des croix sur les murs, pour indiquer que c'est une ville chrétienne. Certains des chefs croisés, y compris Simon de Montfort , Robert de Boves et Guy de Vaux-de-Cernay, refusent de prendre part au siège et demandent d'épargner la ville. Au nom du pape, Guy de Vaux-de-Cernay interdit la conquête de la ville « parce que c'est une ville de chrétiens, et que vous êtes pèlerins. » Cependant, la plupart des croisés suivent Enrico Dandolo.
Treize engins de siège sont utilisés contre les murs de la ville ; Zadar tombe le 24 novembre 1202.
La plupart de la population de Zadar fuit vers Nin et Biograd ou les îles environnantes.

## Épilogue
Trois jours après la prise de la ville, des combats ont lieu entre Francs et Vénitiens, tandis que parvient la nouvelle de l'excommunication de la croisade par Innocent III.
Devant la demande des croisés, le pape donne son absolution.
Mais cependant, les plans initiaux sont de nouveau modifiés. Des ambassadeurs de l'empereur germanique Philippe de Souabe et le prince byzantin Alexis Ange demandent de l'aide contre l'usurpateur Alexis III dans la conquête du trône, promettant en échange d'entretenir l'ensemble de l'armée des croisés pendant un an, de payer deux cent mille marcs d'argent, de renforcer l'armée croisée avec 10 000 hommes, et d'appuyer la réunification des Églises.